# 普萊森特希爾 (阿肯色州波爾克縣)
普萊森特希爾（英語：Pleasant Hill）是位於美國阿肯色州波爾克縣的一個非建制地區。該地的面積和人口皆未知。

## 地理
普萊森特希爾的座標為34°28′53″N 94°25′06″W / 34.48139°N 94.41833°W，而該地的平均海拔高度為321米（即1053英尺）。